# Cao Châu
Cao Châu (chữ Hán giản thể: 高州市, âm Hán Việt: Cao Châu thị) là một thành phố cấp phó địa thuộc địa cấp thị Mậu Danh, tỉnh Quảng Đông, Cộng hòa Nhân dân Trung Hoa. Thành phố Cao Châu nằm ở tây nam Quảng Đông, có diện tích 3276 km², dân số 1,57 triệu người. Mã số bưu chính của Cao Châu là 525200, mã vùng điện thoại là 0668. Thành phố này được chia thành các đơn vị hành chính gồm 2 nhai đạo, 5 trấn.
- Nhai đạo biện sự xứ: Nam Hải, Cao Địa.
- Trấn: Sa Viện, Tiểu Lương, Thất Khinh, Pha Tâm, Dương Giác.